# La Pierre d'Horeb
La Pierre d'Horeb est un roman de Georges Duhamel publié au Mercure de France en 1926.

## Résumé
Ce roman écrit à la première personne est le récit de la jeunesse du narrateur, en 1903. Âgé de dix-huit ans, étudiant en médecine à Paris, il découvre les peines de l'amour en même temps qu'il côtoie des individus divers et variés, dont un groupe de jeunes russes, animés de pensées révolutionnaires, préludes des événements à venir en ce début de XXe siècle.

## Éditions
- La Pierre d'Horeb, Mercure de France, Paris, 1926 (OCLC 2004232), rééd. 1974.
- (no) Pariser-studenter, trad. Aksel Borge, éd. Achehoug, Oslo, 1926 (OCLC 731414873).
- (pl) Zapach świata, trad. ? , éd. Rój, Varsovie, 1928 (OCLC 57403618).
- (es) La piedra de Horeb, trad. Efrén Hermida, éd. Argos, Buenos Aires, 1947 (OCLC 42931908).